# Garry's Mod
Garry's Mod (viết tắt GMod) là một trò chơi sandbox năm 2006 được phát triển bởi Facepunch Studios và được xuất bản bởi Valve. Chế độ chơi cơ bản của Garry's Mod không có mục tiêu cụ thể và cung cấp cho người chơi một thế giới để tự do điều khiển các đối tượng. Các chế độ chơi khác, đặc biệt là Trouble in Terrorist Town, được các nhà phát triển khác tạo ra dưới dạng mod và được cài đặt riêng, bằng các phương tiện như Steam Workshop. Garry's Mod được tạo ra bởi Garry Newman như một bản mod cho công cụ trò chơi Nguồn của Valve và được phát hành vào tháng 12 năm 2004, trước khi được mở rộng thành một bản phát hành độc lập và được Valve xuất bản vào tháng 11 năm 2006. Các cổng của phiên bản Microsoft Windows ban đầu cho Mac OS X và Linux tiếp theo lần lượt vào tháng 9 năm 2010 và tháng 6 năm 2013. Tính đến tháng 12 năm 2019, Garry's Mod đã bán được 15 triệu bản.

## Hướng dẫn chơi
Garry's Mod là một trò chơi sandbox dựa trên vật lý, trong chế độ trò chơi cơ bản, không có mục tiêu nhất định. Người chơi có thể sinh ra các nhân vật không phải người chơi, ragdoll và đạo cụ và tương tác với chúng bằng nhiều cách khác nhau. Bằng cách sử dụng "súng vật lý", búp bê ragdoll và đạo cụ có thể được nhặt, xoay và đóng băng tại chỗ. Các chi của Ragdoll cũng có thể được điều khiển. "Súng công cụ" là một vật dụng đa năng dùng cho các nhiệm vụ như hàn và buộc các đạo cụ lại với nhau cũng như thay đổi nét mặt của ragdolls.